# St. Apollinaris (Winnerath)

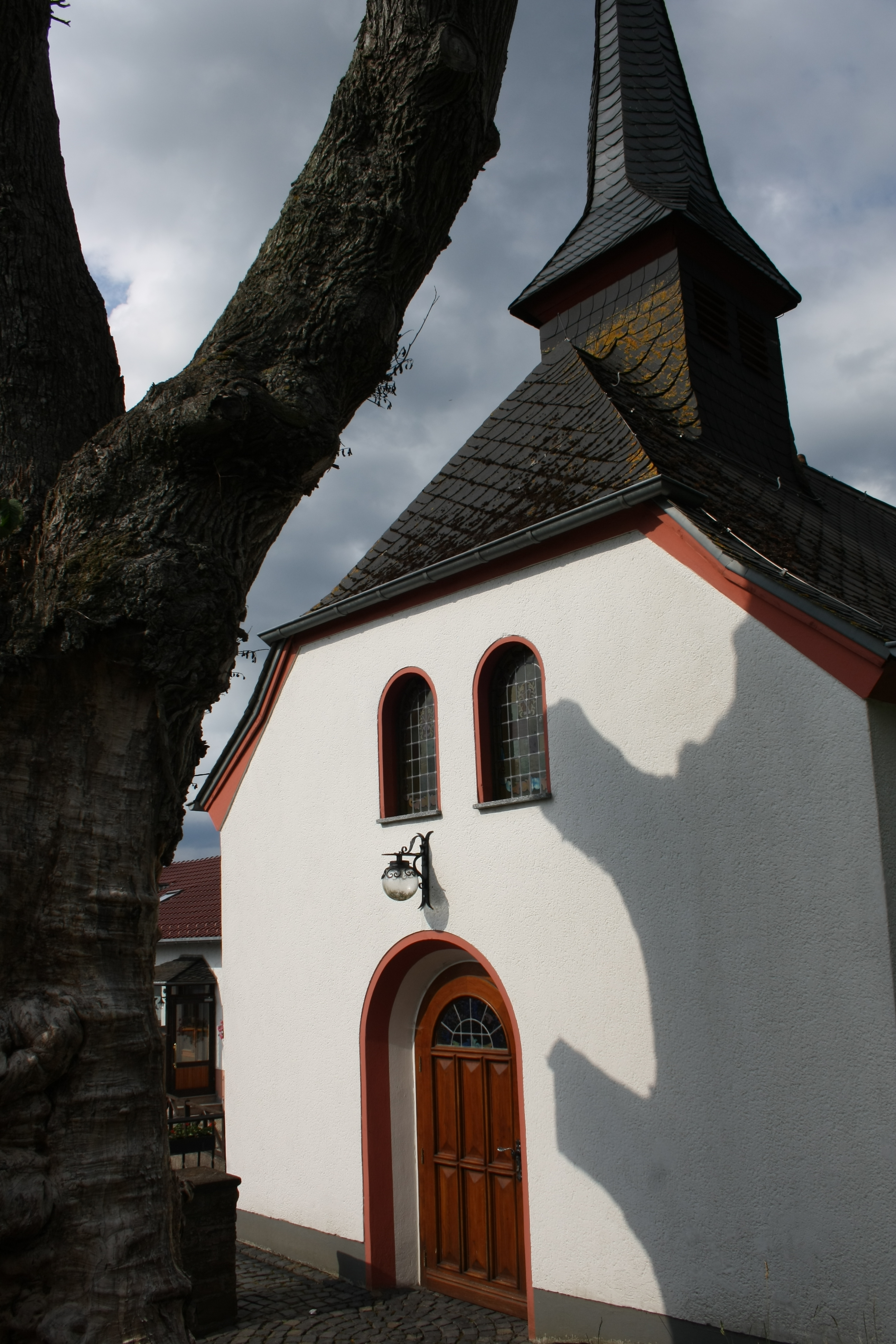
St. Apollinaris in Winnerath

Die katholische  Filialkirche St. Apollinaris in Winnerath, einer  Ortsgemeinde im Landkreis Ahrweiler im Norden von Rheinland-Pfalz, wurde 1666 erbaut. Die dem heiligen Apollinaris geweihte Kirche ist als Baudenkmal geschützt.

## Geschichte
Die Kapelle in Winnerath, der Ort wird 1501 erstmals urkundlich erwähnt, wurde 1666 laut einem Visitationsbericht errichtet. 1926 wurde eine Sakristei angebaut und 1931 die Empore vergrößert. Der Glockenturm, als Dachreiter ausgeführt, war bereits 1898 renoviert und neu mit Schiefer eingedeckt worden. Die letzte Renovierung des Gebäudes fand von 1999 bis 2001 statt und gleichzeitig wurden die Bleiglasfenster von der Glasmalerei Binsfeld in Trier restauriert.

## Ausstattung
Der barocke Altar stammt aus der zweiten Hälfte des 17. Jahrhunderts. In seiner mittleren Nische steht eine Statue des heiligen Apollinaris, links daneben der heilige Maternus und rechts die heilige Maria Magdalena. Der Altar wird von einer Statue der Himmelskönigin bekrönt. Ein Altarkreuz aus dem 18. Jahrhundert befindet sich ebenso im Chor.